# Heath (Texas)
Heath is een plaats (city) in de Amerikaanse staat Texas, en valt bestuurlijk gezien onder Rockwall County.

## Demografie
Bij de volkstelling in 2000 werd het aantal inwoners vastgesteld op 4149.
In 2006 is het aantal inwoners door het United States Census Bureau geschat op 6853, een stijging van 2704 (65.2%).

## Geografie
Volgens het United States Census Bureau beslaat de plaats een oppervlakte van
17,9 km², waarvan 17,8 km² land en 0,1 km² water.

## Plaatsen in de nabije omgeving
De onderstaande figuur toont nabijgelegen plaatsen in een straal van 12 km rond Heath.